# École de police (Luxembourg)
 (février 2025).
 (novembre 2024).
La mise en forme du texte ne suit pas les recommandations de Wikipédia : il faut le « wikifier ».
Les points d'amélioration suivants sont les cas les plus fréquents :
- Les titres sont pré-formatés par le logiciel. Ils ne sont ni en capitales, ni en gras.
- Le texte ne doit pas être écrit en capitales (les noms de famille non plus), ni en gras, ni en italique, ni en « petit »…
- Le gras n'est utilisé que pour surligner le titre de l'article dans l'introduction, une seule fois.
- L'italique est rarement utilisé : mots en langue étrangère, titres d'œuvres, noms de bateaux, etc.
- Les citations ne sont pas en italique mais en corps de texte normal. Elles sont entourées par des guillemets français : « et ».
- Les listes à puces sont à éviter, des paragraphes rédigés étant largement préférés. Les tableaux sont à réserver à la présentation de données structurées (résultats, etc.).
- Les appels de note de bas de page (petits chiffres en exposant, introduits par l'outil «  Source ») sont à placer entre la fin de phrase et le point final[comme ça].
- Les liens internes (vers d'autres articles de Wikipédia) sont à choisir avec parcimonie. Créez des liens vers des articles approfondissant le sujet. Les termes génériques sans rapport avec le sujet sont à éviter, ainsi que les répétitions de liens vers un même terme.
- Les liens externes sont à placer uniquement dans une section « Liens externes », à la fin de l'article. Ces liens sont à choisir avec parcimonie suivant les règles définies. Si un lien sert de source à l'article, son insertion dans le texte est à faire par les notes de bas de page.
- La présentation des références doit suivre les conventions bibliographiques. Il est recommandé d'utiliser les modèles {{Ouvrage}}, {{Chapitre}}, {{Article}}, {{Lien web}} et/ou {{Bibliographie}}. Le mode d'édition visuel peut mettre en forme automatiquement les références.
- Insérer une infobox (cadre d'informations à droite) n'est pas obligatoire pour parachever la mise en page.

Pour une aide détaillée, merci de consulter Aide:Wikification.
Si vous pensez que ces points ont été résolus, vous pouvez retirer ce bandeau et améliorer la mise en forme d'un autre article.
L'École de police (en luxembourgeois: Policeschoul), créée en 1999 et héritière de l'école de Gendarmerie et de Police, est un établissement de formation professionnelle de base et continue de la Police grand-ducale, chargé de former les inspecteurs de police des groupes de traitement B1, C1 et C2.
L'école de police incorpore chaque année jusqu'à 200 fonctionnaires stagiaires pour une  formation policière qui dure deux ans.
Elle s'appuie sur plusieurs centres nationaux, internes, dédiés entre autres à la tactique policière, au tir, à la conduite, à la self-défense et aux sports.
Des campagnes de recrutement visent à attirer un large éventail de candidat·e·s en mettant en avant la diversité des métiers au sein de la Police grand-ducale, ainsi qu'en mettant l'accent sur l'engagement personnel au service du public.

## Aperçu historique

### De 1928 à 1945: L'école de gendarmerie[8]
En mars 1812 fut créé des élèves gendarmes par décret de Napoléon Ier[Quoi ?]. Ces élèves étaient pris par la conscription et ils devaient, pour être admis, s'habiller, se monter et s'équiper à leurs frais. Ils étaient définitivement nommés gendarmes après avoir fait 4 ans de service dans les brigades.
Après la crise luxembourgeoise de 1867 et le départ du contingent prussien de la forteresse de Luxembourg, il semble qu'en plus du bataillon des chasseurs luxembourgeois, le corps de gendarmerie utilisait une école pour ses besoins en formation.
Une instruction systématique de gendarmes luxembourgeois n'a été mise en place qu'à partir d'octobre 1928 sur base d'une décision du Commandant de la force armée, Maurice STEIN,, sur une proposition des officiers du corps qui se sont offerts à donner les cours en dehors de leur service ordinaire.
Pour pouvoir accéder à cette école de gendarmerie, un examen d'entrée et un service militaire préalable de deux ans dans la compagnie des volontaires était exigé. Une mauvaise conduite pendant les deux ans de service militaire excluait le volontaire des cours.En outre le candidat devait être exempt d'infirmités et doué d'une constitution robuste, permettant un service actif de jour et de nuit. La taille minimum était de 1,70 m.
La formation à l'école durait deux ans au moins incluant au programme des matières théoriques telles que les langues, l'arithmétique, la géographie, le code pénal ou encore la procédure criminelle ainsi que des formations pratiques comme le tir, les exercices d'attaque et de défense et l'équitation.
Les élèves-gendarmes qui ont suivi avec fruit les cours étaient admis, selon les besoins, à l'examen de gendarme qui porte sur la matière indiquée ci-dessus.

### De 1945 à 1999: L'école de gendarmerie et de police (EGP)[2]
Vers la fin des annèes 1930 déjà, certaines voix politiques commencèrent à demander que les soldats entrant à la police puissent fréquenter l'école de gendarmerie de la caserne du saint esprit à Luxembourg.
Une telle formation de base commune de la gendarmerie et de la police étatisée a finalement été formalisée avec la réorganisation militaire post-seconde guerre mondiale.En 1945, une école commune de gendarmerie et de police a été instituée. L'encadrement a été assuré par des officiers et sous-officiers de la gendarmerie.
En 1952, un instituteur a été ajouté au cadre et la taille minimale des candidats a été définie à 1,73 m en précisant qu' en cas de besoin et pour des hommes d’une constitution très robuste, ce minimum peut être réduit à 1,68 m.
À la suite de l'abolition du service militaire obligatoire en 1967, une première promotion de volontaires gendarmes et policiers de l'EGP a été assermentée le 30 septembre 1968 au centre militaire à Diekirch, après une formation de six mois, suivie de stages pratiques.
À partir de  1972 la formation s'est étendue sur une année pour les candidats sous-officiers de la gendarmerie et de six mois pour les candidats gendarmes. En 1982, la formation des candidats gendarmes a également été étendue sur toute l'année avec des stages durant les congés scolaires.
Le recrutement des sous-officiers féminins a été introduit en 1979 pour la Police,  et en 1980 pour la Gendarmerie  avec un maximum fixé à 10% de l'effectif total du corps. Une première promotion de 20 volontaires féminins a commencé leur instruction de base dans la caserne du Herrenberg à Diekirch en avril 1979.
Au début des années 1990, l'EGP a déménagé au 7, rue Emile Mayrisch sur le site de la Villa Hartmann à Verlorenkost, ou elle a partagé les bâtiments avec le centre des langues jusqu'en 1999, année de dissolution de la Gendarmerie et de l'école de gendarmerie et de police.

### De 2000 à 2018: L'instruction policière réformée
À la suite de la réforme de 1999, qui a fusionné les corps de la Gendarmerie grand-ducale et de la Police pour former la Police grand-ducale, l'école de la gendarmerie et de police (EGP) a été remplaçée par l'École de Police (EP), tout en conservant ses sites d'activités.
À l'exception des volontaires de la carrière des brigadiers, le service militaire n'était plus un critère de recrutement pour les volontaires de police de la carrière de l'inspecteur.
La durée de la formation de base, qui commencait en septembre de chaque année, a été portée à deux ans pour les volontaires de police de la carrière de l'inspecteur, incluant une instruction tactique de base de 3 mois (ITB), au centre militaire de Diekirch, et des stages pratiques en unités opérationnelles. La durée de formation des candidats brigadiers, recrutés directement auprès de l'armée, est restée d'un an.
En première année de formation, le casernement était obligatoire pour les volontaires inspecteurs. Un studio leur était mis à disposition. En deuxième année, le volontaire était dispensé de résider dans les locaux de l'école de police.
Le volontaire de police touchait une rémunération pendant sa formation. En 2001, cette rémunération s'élevait à 42,600 euros brut en première année en plus d'une libre prestation de nourriture et d'un habillement et équipement professionnel gratuit.
Le service journalier, en dehors de l'ITB, contenait un appel nominatif, suivi de cours théoriques et pratiques incluant une pause de midi. En dehors des heures de service, les volontaires étaient astreints à un service de permanence.
Le contenu des cours de l'école de police entre 2000 et 2018 portait sur les langues administratives, la théorie et le pratique de l'usage des armes, la théorie et technique judiciaire, la circulation routière, l'ordre public, le sport, la maitrise de la violence ainsi que les droits de l'homme et autres aspects de police et société.
Un examen final clôturait la formation pour les volontaires de police ayant réussi la deuxième année de formation à la suite de quoi, le volontaire de police prêtait serment et était nommé au grade d'inspecteur-adjoint et un diplôme de fin d’études à l’École de Police était délivré aux candidats inspecteurs et brigadiers

### Depuis 2018: L'école de police se modernise
Dans le cadre d'une deuxième réforme en 2018, le système des volontaires de police a été aboli, accordant aux candidats le statut de fonctionnaire stagiaire du cadre policier. Les anciennes carrières des brigadiers et inspecteurs de police ont été renommés en groupe de traitement C2 et C1 respectivement. Une nouvelle carrière, le groupe de traitement B1, a été introduit, s'alignant ainsi au fonctionnement de l'administration générale de l'État.
En 2018, la durée de la formation pour les fonctionnaires stagiaires du cadre policier des groupes de traitement B1 et C1 a été brièvement portée à 3 ans, comprenant 3 mois d'instruction tactique de base, 9 mois de formation policière théorique et pratique à l'École de Police, ainsi que 24 mois d'initiation pratique en unité. Cette durée de formation a été réduite de nouveau à 2 ans en 2019 et n'a jamis eu d'implications majeures pour la durée réelle de la formation des candidats, qui est restée à 2 ans.
La durée de formation des fonctionnaires stagiaires du cadre policier du groupe de traitement C2, toujours recrutés auprès de l'Armée après leur service militaire, est restée d'un an.
À la suite d'une nouvelle volonté politique de recruter jusqu'à 200 candidats par an, les infrastructures et l'organisation interne de l'École de Police se sont révélées insuffisantes. Ainsi, la dernière session de l'ITB a eu lieu au début de l'année 2020, avant d'être supprimée à partir de 2021, année du déménagement de l'École de Police vers le nouveau site à Findel. Désormais, la rentrée des cours est fixée au mois de mai de chaque année,.
Après les deux années de formation, les fonctionnaires stagiaires ayant réussi prêtent serment et sont nommés au grade d'inspecteur-adjoint, indépendamment de leur groupe de traitement.

## Organisation[33],[34]
Organiquement, l'École de police dépend de la Direction de la Formation (DFO), qui est elle-même rattachée à la Direction Centrale Ressources et Compétences (DCRC). Elle dispose d'une direction, d'un conseil pédagogique, des services centraux et d'un secrétariat.
Les formateurs de l'école de police sont regroupés par spécialisation dans des groupements de compétences, appelés centres nationaux.
- Centre national des formateurs (CNF)[38] : Législations et prescriptions de service en théorie et pratique.
- Centre national des sports (CNS)[6] : Motricité, endurance, musculation, menottage, maîtrise de la violence.
- Centre national du tir (CNT) [6]: Tir de pistolet et de mitraillette.
- Centre national de la tactique policière (CNTP)[5],[6]: Tactique policière en théorie et pratique
- Centre national de la conduite (CNC)[5],[6] : L'auto-école policière

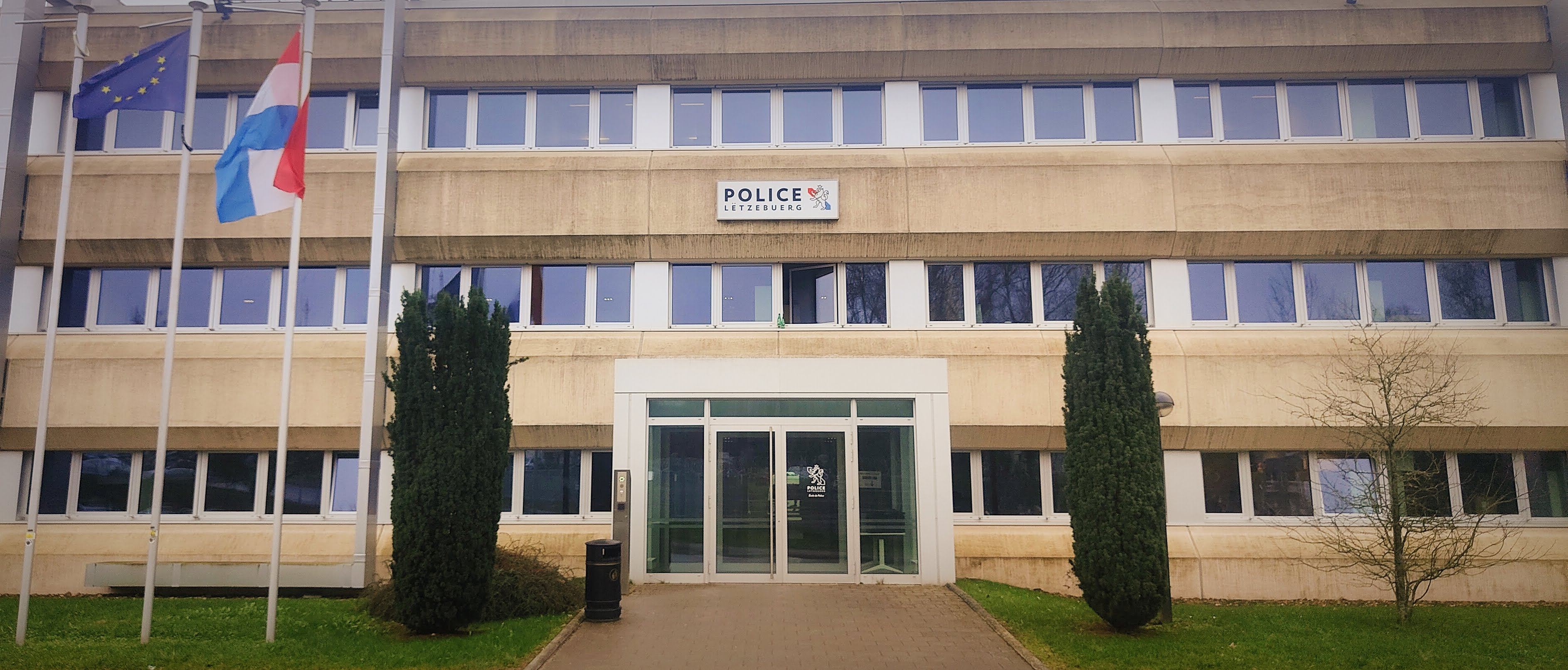
Entrée principale Findel

Les activités de l'École de Police sont réparties sur quatre sites distincts, dont deux dans le quartier Verlorenkost, un au Reckenthal, et le site principal à Findel.
L'école de police exploite ses propres stands de tir, salles sportives et de musculation, dojos et autres sites d'entrainement et de conduite.

## Symboles et valeurs de l'EP

### La mascotte[39]

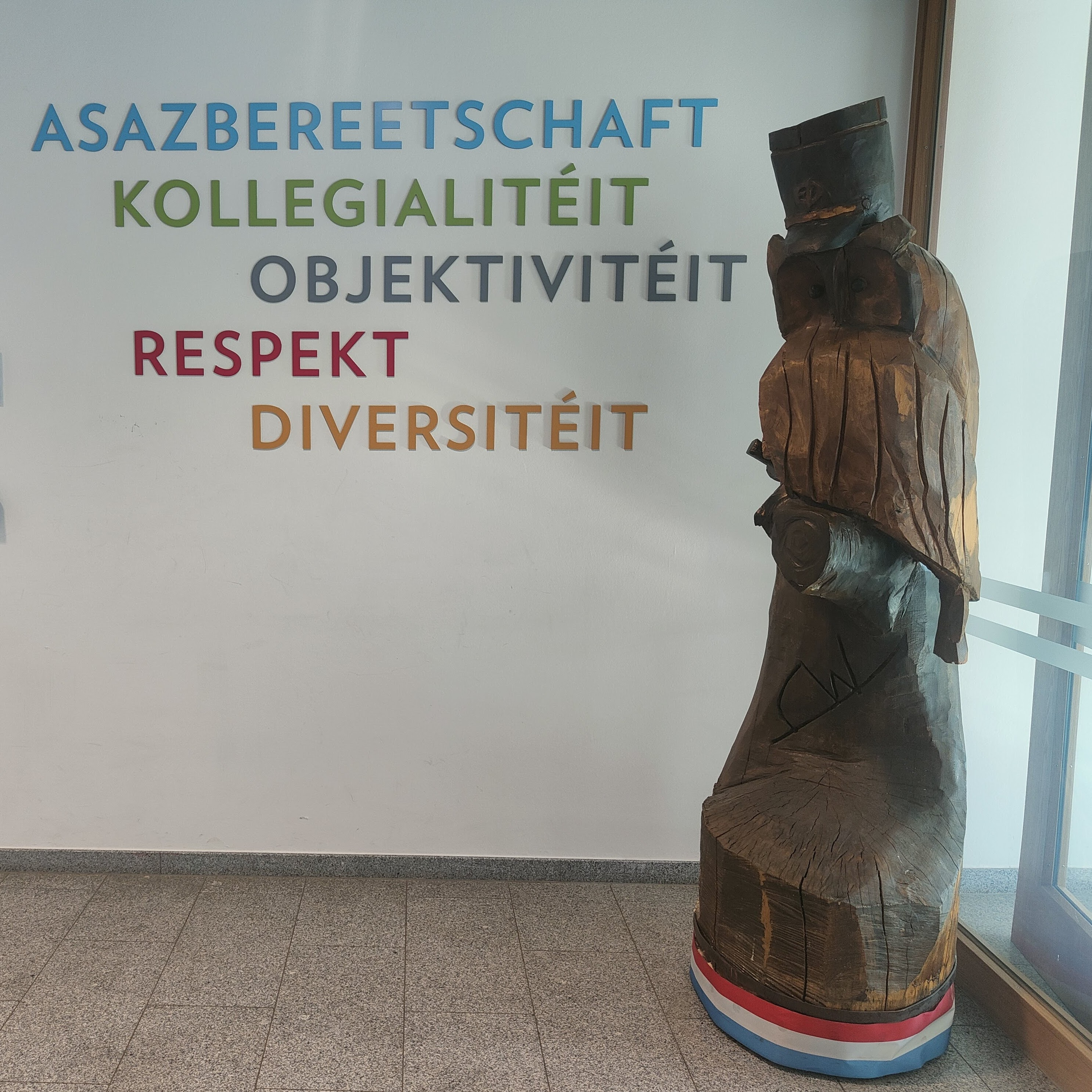
Les valeurs

La mascotte de l'École de Police est un hibou grand-duc, coiffé du képi des gendarmes et tenant un bâton de type tonfa entre ses griffes.
Il symbolise la sagesse, la connaissance mais aussi la monarchie. Cette sculpture, taillée dans du bois à l'aide d'une tronçonneuse par un artiste local, est exposée dans le hall du bâtiment principal à Findel.

### Les valeurs[40]
Les cing valeurs de la police définissent aussi le Leitbild du jeune policier et sont mis en évidence à plusieurs enroits dans le bâtiment principal à Findel. Il s'agit de la disponibilité, de la collégialité, de l'objectivité, du respect et de la diversité.

## Le centre de documentation (Bibliothèque)[1]
Les premières traces d'une bibliothèque apparaissent dans les prescriptions de service de la compagnie de gendarmerie de 1936. On y mentionne la création d'une bibliothèque équipée d'écrits et de publications de service de la gendarmerie et de la police, de la police scientifique, ainsi que d'ouvrages utiles à la formation morale et technique des membres de la gendarmerie.
Chaque brigade de gendarmerie disposait d'un inventaire des livres et journaux disponibles dans la bibliothèque, dont la lecture, voire l'étude, était « vivement » recommandée à tous les membres de la gendarmerie.
À l'exception des dictionnaires allemand-français et allemand-italien, qui devaient toujours être à la disposition des gendarmes dans leurs brigades, tous les autres livres de la bibliothèque pouvaient être empruntés pour une période de 8 jours à un mois.
Cette bibliothèque, traditionnellement installée dans les locaux de l'école de police, a été officiellement instituée seulement par la loi du 31 mai 1999, portant création de la police grand-ducale. Elle a été renommée centre national de documentation (CND), et une médiathèque y a été ajoutée. Le centre de documentation de la police était toujours ouvert au personnel policier, au personnel civil de la police, ainsi qu'aux candidats de l'école, et le personnel d'encadrement permanent en assurait la gestion.
Dans le cadre de la réforme de 2018 et du déménagement subséquent de l'école de police vers le nouveau site de Findel en 2021, cette bibliothèque a apparemment cessé d'exister.

## La formation[42]

### La formation des fonctionnaires stagiaires du cadre policier des groupes de traitements B1, C1
Les fonctionnaires stagiaires des groupes de traitement B1 et C1 suivent une formation professionnelle de base de deux ans comme suit:
- Première année, appelée phase de formation policière théorique et pratique, à l'École de Police.
- Deuxième année, appelée phase d’initiation pratique, dans les unités opérationnelles.

L'école de police n'assure pas la formation initiale des cadres supérieurs du groupe de traitement A1, qui sont formés durant 22 mois à l'école nationale supérieure de la police (ENSP) à Saint-Cyr-au-Mont-d'Or, en France.

#### La phase de formation policière théorique et pratique
La phase de formation policière théorique et pratique à l’École de police comprend des épreuves en cours de formation et un examen par groupe de traitement qui a lieu à la fin.
Le contenu du programme de formation à accomplir lors de cette phase comprend 1350 heures répartis dans 9 modules qui sont notés sur un total de 540 points. Chaque module est noté sur 60 points.

#### La phase d'initiation pratique (PIP) et d'observation pratique (POP)
Après la réussite de la première année de formation et de l'examen final, les fonctionnaires stagiaires entrent dans la Phase d'Initiation Pratique (PIP). Cette phase marque une étape clé dans leur parcours professionnel, durant laquelle ils prêtent un serment spécial et obtiennent les qualifications d'Agent de Police Judiciaire (APJ) et d'Agent de Police Administrative (APA).
Au cours de la PIP, les stagiaires sont affectés à une unité de police opérationnelle, telle qu'un Commissariat (C2R ou C3R), ou au Service de Police Judiciaire (SPJ). Un tuteur individuel leur est assigné pour les accompagner dans leur formation pratique, les guider et évaluer leur progression. Ce suivi est réalisé en étroite collaboration avec le patron de stage.
Il existe également une période appelée Phase d'Observation Pratique (POP), durant laquelle les fonctionnaires stagiaires ne sont pas assermentés et se limitent à un rôle purement observateur. Cette phase est réservée aux stagiaires qui n'ont pas encore validé leur première année de formation, en attente de passer un examen de rattrapage ou un examen supplémentaire.

### La formation des fonctionnaires stagiaires du cadre policier du groupe de traitements C2
Les fonctionnaires stagiaires appartenant aux groupes de traitement C2 suivent une formation professionnelle de base d'une durée d'un an, constitué de la seule phase de formation policière théorique et pratique. Pendant cette année, des périodes d’observation pratiques (POP) sont organisées dans les unités de police.
Le programme de formation à accomplir comprend un total de 950 heures, réparties en 11 modules. Le contenu de cette formation est similaire à celui des groupes de traitement B1 et C1, bien que moins dense. De plus, l'apprentissage des langues administratives est intégré dans le programme. Les modules sont notés sur un total de 660 points, chaque module étant noté sur 60 points.
En cas d'échec aux examens d'ajournement, une prolongation de la formation de base et des examens supplémentaires sont prévus.

## Le roulement des promotions

### Groupes de traitement B1 et C1
Après leur recrutement, les fonctionnaires stagiaires sélectionnés sont équipés et incorporés à l'École de police. Depuis 2021, cette incorporation a lieu le premier jour ouvrable du mois de mai de chaque année sur le site de Findel.
Deux ans plus tard, ces mêmes stagiaires sont assermentés à la fin de leur parcours de formation. Voici les chiffres concernant ce roulement des fonctionnaires stagiaires des groupes B1 et C1 depuis 2020, comparant le nombre d'entrées à l'École de police au nombre de sorties réussies vers la profession.
| Année de l'incorporation              | 2020 | 2021 | 2022 | 2023 | 2024 | 2025       |
| ------------------------------------- | ---- | ---- | ---- | ---- | ---- | ---------- |
| Nombre de stagiaires B1/C1 incorporés |      | 198  | 199  | 191  | 188  | 200 prévus |
| Année d'assermentation                | 2021 | 2023 | 2024 | 2025 | 2026 | 2027       |
| Nombre de stagiaires assermentés      | 80,  | 176  | 170  |      |      |            |

Pour connaître le nombre total de stagiaires en cours de formation durant une année donnée, il faut additionner le nombre de stagiaires de l'année en question avec celui de l'année précédente, puisque la formation dure deux ans.

### Groupe de traitement C2
Contrairement à leurs collègues, les promotions du groupe C2 sont incorporées en début d'année et assermentées en février de l'année suivante, après une année de formation.
| Année de l'incorporation         | 2019 | 2020 | 2021 | 2022 | 2023 | 2024 | 2025 |
| -------------------------------- | ---- | ---- | ---- | ---- | ---- | ---- | ---- |
| Nr. Promotion                    | 1    | 2    | 3    | 4    | 5    | 6    | 7    |
| Année d'assermentation           | 2020 | 2021 | 2022 | 2023 | 2024 | 2025 | 2026 |
| Nombre de stagiaires assermentés | 11   | 13   | 12   | 7,   | 4    |      |      |

## Le recrutement

### Le groupe de traitement B1 et C1
Les procédures de recrutement ont été mises à jour en 2020 dans le cadre du plan de recrutement exceptionnel lancé en 2019, qui visait à ajouter environ 600 policiers sur trois ans, un objectif maintenu jusqu'en 2024.
En début d'année 2024, le nouveau ministre des Affaires intérieures, Léon Gloden, a annoncé la poursuite et l'intensification du recrutement policier, avec un objectif de 200 recrutements annuels pour les groupes B1 et C1. Ce recrutement commencera en octobre 2024, avec une rentrée prévue pour mai 2025.
Les candidats souhaitant rejoindre l'école de police en tant que fonctionnaires stagiaires pour les groupes B1 ou C1 devront passer deux épreuves : une épreuve d'aptitude générale organisée par le Centre de gestion et de l’organisation de l’État (CGPO), puis une épreuve spéciale organisée par la Police. Ceux qui réussissent devront ensuite passer une enquête de moralité et une visite médicale.

### Le groupe de traitement C2
Le recrutement pour les candidats du groupe de traitement C2 se fait exclusivement via l'Armée luxembourgeoise après au moins 3 ans de service militaire.

## Campagnes de recrutements récentes

### Campagne 2024/2025[65],[7]
D’Police ass do fir eis Sécherheet. Du brauchs si, a si brauch dech. Gëff Deel vun der Ekipp! 
Cette campagne, annoncé le 3 octobre 2024 lors d'une conférence de presse du ministre des Affaires intérieures, Léon Gloden, et de la direction de la Police, vise à pourvoir 200 postes dans les groupes B1 et C1 en mettant l'accent sur le principe des 4 P : personnel – présence – proximité – prévention.
La Police organise une journée d'information à l'École de Police au Findel et des séances d'information régionales qui auront lieu dans différentes villes. Par ailleurs, une nouvelle campagne médiatique (film) ciblera les jeunes et les personnes en reconversion professionnelle, en mettant en avant divers aspects des métiers de la Police.

### Campagne 2022/2023[66]
Well si dech brauchen, brauche mir dech! Komm bei d'Police!
Le 18 octobre 2022, une conférence de presse (lien externe), en présence du ministre de la Sécurité intérieure Henri Kox, a marqué le lancement du recrutement 2022/23. Ce recrutement vise à intégrer 200 nouveaux fonctionnaires-stagiaires dans le cadre de la troisième vague d'une campagne qui a déjà permis d'augmenter les effectifs de la Police grand-ducale de près de 30 % depuis 2018. Une nouvelle campagne médiatique (film) accompagne cette initiative, mettant en avant l'importance de l'engagement personnel au service des citoyens et l'impact essentiel des interventions policières dans la société.

### Campagne 2021/2022[67]
Mir sichen dech!
Cette campagne médiatique, du 18 octobre au 3 novembre 2021, vise à encourager les inscriptions pour la Police. Intégrée dans l'initiative d'Employer Branding lancée en 2019, cette campagne promeut la diversité des métiers et des missions au sein de la Police, en valorisant notamment le travail quotidien des agents dans les commissariats.
En plus des témoignages vidéo de métiers policiers et civils(lien externe 1) , la campagne 2021 met l'accent sur des interventions courantes comme les accidents, arrestations, et tâches administratives.

### Campagne 2020/2021[69],[70],[71]
La stratégie de communication a été renforcée avec une meilleure visibilité du recrutement sur les plateformes de la Police, l'ajout de nouveaux contenus, et une campagne médiatique dédiée. Le site www.police.lu a été optimisé avec des pages retravaillées.
La campagne vise à promouvoir la diversité des métiers et services au sein de la Police, tant pour le personnel policier que civil, en utilisant 12 témoignages vidéo authentiques publiés en ligne pour mettre en valeur différents rôles, tels que le policier de commissariat, l'agente de la police technique, et le personnel de la section canine ou de la police scientifique.
Finalement, une campagne médiatique se déroulait au moment des inscriptions aux épreuves spéciales de la Police. Sur base d’une adaptation des visuels de la campagne médiatique de recrutement de 2019.

### Campagne 2019/2020[72]
Komm och du bei d'Police!
Une première campagne de recrutement à la suite de la réforme de 2018, a visé à encourager les inscriptions au concours du cadre policier C1, avec 60 postes d'inspecteurs à pourvoir. En septembre, un recrutement de 40 personnes externes pour la carrière B1 a suivi.
Une série de vidéos et d’affiches met en lumière les différentes facettes des métiers de la Police, comme l'intervention sur une scène de crime, le service aux citoyens, ou le travail d’enquêteur en Police scientifique et technique. Les visuels montrent des policiers dans des situations typiques de leur métier, avec le message commun « Dat ass mäi Beruff », soulignant la diversité des possibilités de carrière au sein de la Police.
La Journée de la Police 2019 a également été placée sous le signe du recrutement .

## Le serment du policier

### Le serment d'entrée en fonction
Le serment d'entrée en fonction des policiers prend place en fin de formation et constitue en même temps une obligation statuaire qu'un rite d'initiation symbolisant leur entrée dans la Police en leur conférant le grade d'inspecteur adjoint ainsi que les qualités d'APJ et d'APA.
Il est inspiré du serment des gendarmes français, qui trouve son origine dans la Révolution française et a évolué au fil des décennies avant d'adopter une formulation strictement professionnelle autour de 1900 et encore en vigueur aujourd'hui en France et au Luxembourg.
Ce serment met l'accent sur la subordination du policier à la loi et à l'autorité hiérarchique (le grand-duc, chef de l'État), tout en soulignant l'importance particulière de l'usage de la force, un élément clé qui définit les institutions policières et le monopole de la violence légitime, stricte et encadrée, qui est au cœur de la légitimité de l'État dans le maintien de l'ordre. Finalement, ce serment reconnait aussi une importance au chef/supérieur hiérarchique puisque l’obéissance à ce dernier, dépositaire de l’autorité publique, constitue en soi une soumission à cette même autorité.
Les fonctionnaires stagiaires prêtent serment entre les mains du ministre des Affaires intérieures et du directeur général de la Police. Il s'agit d'une cérémonie solennelle qui se tient à l'école de police, devant le drapeau de la police, en présence des autorités civiles, militaires, policières et judiciaires, des familles des fonctionnaires stagiaires ainsi que de nombreux représentants du corps. Depuis 2018, le serment du policier est défini à l'article 68 de la loi sur la police comme suit :
« Je jure fidélité au Grand-Duc, obéissance à la Constitution et aux lois de l’État. Je jure d’obéir à mes supérieurs en tout ce qui concerne le service auquel je suis appelé et de ne faire usage, dans l’exercice de mes fonctions, de la force qui m’est confiée, que pour le maintien de l’ordre et l’exécution des lois. »

### Le serment spécial
À l’issue de leur première année de formation et avant d'intégrer la phase d'initiation pratique (PIP), les fonctionnaires stagiaires prêtent le serment  spécial devant le directeur général de la Police. Ce serment spécial leur confère la qualité d’agent de police administrative (APA) et la qualité d’agent de police judiciaire (APJ) et leur permet d’exercer les missions et pouvoirs afférents conformément à la loi durant la deuxième année de leur stage. Le texte est le même que le serment d'entrée en fonction.

### Versions historiques du serment
Le serment utilisé de 2000 à 2018:
"Je jure fidélité au Grand-Duc, obéissance à la Constitution et aux lois de l’État. Je jure d’obéir à mes chefs en tout ce qui concerne le service auquel je suis appelé et de ne faire usage, dans l’exercice de mes fonctions, de la force qui m’est confiée, que pour le maintien de l’ordre et l’exécution des lois."
Le serment utilisé entre 1952 et 1999:
"Je jure fidélité au Grand-Duc, obéissance à la « Constitution et aux lois de l’État. Je jure d’obéir à mes chefs en tout ce qui concerne le service auquel je suis appelé, et, dans l’exercice de mes fonctions, de ne faire usage de la force qui m’est confiée que pour le maintien de l’ordre et l’exécution des lois. Ainsi Dieu me soit en aide !" 

## Les directeurs de l'école de police
| Période     | Nom                 | Institution                             | Lieu                            |
| ----------- | ------------------- | --------------------------------------- | ------------------------------- |
| 1967 - 1980 | Aloyse Harpes       | École de Gendarmerie et de Police (EGP) | Caserne Grand-Duc Jean Diekirch |
| 1980 -      | Jean Schmit         | École de Gendarmerie et de Police (EGP) | Caserne Grand-Duc Jean Diekirch |
| à completer | à completer         | École de Gendarmerie et de Police (EGP) | à completer                     |
| 1992 - 1995 | Pierre Reuland      | École de Gendarmerie et de Police (EGP) | Verlorenkost                    |
| 1995 - 2000 | Armand Schockweiler | École de Gendarmerie et de Police (EGP) | Verlorenkost                    |
| 2000 - 2001 | à completer         | École de Police (EP)                    | Verlorenkost                    |
| 2001 - 2008 | Jacques Klein       | École de Police (EP)                    | Verlorenkost                    |
| 2008 - 2010 | Claude Bingen       | École de Police (EP)                    | Verlorenkost                    |
| 2010 - 2015 | Christian Gatti     | École de Police (EP)                    | Verlorenkost                    |
| 2015 - 2021 | Marc Welter         | École de Police (EP)                    | Verlorenkost                    |
| 2021 - 2024 | Ricardo Barros,     | École de Police (EP)                    | Findel                          |
| 2024 -      | Fabio Santomauro    | École de Police (EP)                    | Findel                          |